# Дзюбинский, Владимир Иванович
Влади́мир Ива́нович Дзю́бинский (5 [18] сентября 1860, Каменец-Подольский — 30 июня 1927, Москва) — российский общественный и политический деятель, публицист, финансист, надворный советник, дворянин, член Государственной Думы Российской Империи III и IV созывов от Тобольской губернии. Член Конституционно-демократической партии. Член ЦК Трудовой народно-социалистической партии. Член Главного организационного комитета Всероссийского крестьянского союза. Член Всероссийского Учредительного собрания.
Вошёл в историю, как политик, революционер и активный общественный деятель. Входил в различные политические организации и общества. Участвовал в народовольческом движении. Являлся председателем Трудовой группы и руководителем Сибирской парламентской группы в Государственной думе Российской империи, при Временном правительстве комиссар. Активный участник всех основных революционных событий в России в начале XX века. При большевиках отошёл от большой политики.

## Биография

### Общественная и революционная деятельность

#### Жизнь до ареста. «Народная воля»
Владимир Дзюбинский родился 5 [18] сентября 1860 в городе Каменец-Подольский Каменец-Подольского уезда Подольской губернии в семье священника Подольской епархии Ивана Дзюбинского, служившего в церкви села Сандраки Литинского уезда Подольской губернии. Позже семья по службе переехала в город Каменец-Подольский.
В 1880 году окончил Каменец-Подольскую среднюю духовную семинарию со званием студента богословия. В Каменец-Подольске активно участвовал в местной общественной жизни. Здесь вместе с графом Ф. Львовым и В. Т. Старынкевичем организовал народовольческую подольскую дружину с целью пропаганды среди рабочих и учащихся, освобождение заключённых и террористической борьбы. «Дружина» имела связь с Киевом и Ромнами. После поступления на медицинский факультет Киевского университета вступил в местную народовольческую организацию. Вёл пропаганду. Поддерживал связь с подольским кружком и снабжал его последней революционной литературой.
В начале 1880-х годов служил псаломщиком в церкви села Радовцы Литинского уезда Подольской губернии.
4 июля 1882 года по доносу одного из подольских семинаристов, раскрывшему его роль в семинарской организации, был произведён обыск в Каменец-Подольске. В доме отца были найдены «Программа социалистической деятельности в малорусском селе», «Программа кружка малорусских народников» и другие рукописи революционного содержания. Был арестован и заключён в Каменец-Подольскую тюрьму и привлечён в числе 15 лиц к дознанию при Подольском жандармском управлении по делу о социалистической пропаганде среди воспитанников Каменец-Подольской духовной семинарии. При обыске в Твери у П. Ловицкого было обнаружено письмо Дзюбинского с выражением сочувствия социалистической деятельности и призывом к ней Ловицкого. Позже был отправлен в тюрьму города Киева.

#### Ссылка и Сибирь
16 февраля 1883 года по Высочайшему Его Императорского Величества Александра III повелению выслан в Западную Сибирь под гласным надзором полиции на 3 года. Весной находился в Московской пересыльной тюрьме. 23 апреля отправлен в ссылку в Сибирь. 14 мая при отправке из города Тюмени Тобольской губернии принял участие в протесте против бритья голов политическим каторжанам. В июне прибыл в Семипалатинскую область. Поселён в городе Семипалатинске. По окончании срока гласного надзора ему было воспрещено жительство в столицах, столичных губерниях, университетских городах и Подольской губернии.
С 1886 года жил в городе Омске Акмолинской области. Здесь принимал участие в общественной жизни города и области. Был членом совета общества попечения о народном образовании, заведовал воскресной школой и бесплатной народной библиотекой.
С 1888 года в городе Томске слушал лекции в открытом Первом Сибирском университете имени Его Императорского Величества Александра III, записавшись вольнослушателем по медицинскому факультету, но бросил учение в связи с переводом по службе в город Мариинск Томской губернии.
Позже по службе был переведён в город Петропавловск. Будучи по службе был одним из учредителей «Общества пособия бедным», при его содействии в этом же городе открыто реальное училище.
24 апреля 1899 года избран на трёхлетие членом по избранию попечительского совета Петропавловской четырёхклассной женской прогимназии.
В декабре 1901 года вместе с женой пожертвовал 3 рубля в пользу «Общества попечения об учащихся в уездном и начальных училищах города Тюмени» взамен праздничных визитов в Рождество и Новый Год.
В 1902 году активно участвовал в жизни города Тюмени. 7 апреля избран секретарём «Общества попечения об учащихся в уездном и начальных училищах города Тюмени». 20 августа избран членом-соревнователем Тюменского уездного комитета попечительства о народной трезвости, а также был избран заведующим народной чайной-столовой попечительства. Состоял членом совета «Общества попечения об учащихся в уездном и начальных училищах города Тюмени». От Общества получил разрешение проводить народные чтения. Выразил желание принимать подписки в Обществе на газеты и журналы. В октябре был избран наблюдателем одной из открытой чайной-читальни Общества. 26 октября был избран товарищем председателя совета «Общества попечения об учащихся в уездном и начальных училищах города Тюмени». Взамен визитов в Рождество и Новый Год пожертвовал 2 рубля в пользу «Общества попечения об учащихся в уездном и начальных училищах города Тюмени».
В 1903 году взамен Пасхальных визитов пожертвовал 1 рубль в пользу «Общества попечения об учащихся в уездном и начальных училищах города Тюмени». Был избран заведующим библиотекой «Общества попечения об учащихся в уездном и начальных училищах города Тюмени». 17 декабря присутствовал на заседании совета «Общества попечения об учащихся в уездном и начальных училищах города Тюмени». Взамен визитов на Рождество и Новый Год пожертвовал 1 рубль в пользу «Общества попечения об учащихся в уездном и начальных училищах города Тюмени».
В 1904 году пожертвовал 63 рубля 52 копейки в попечительство Императрицы Марии Александровны о слепых по Тобольской губернии и Акмолинской области.
Интересовался организацией сельскохозяйственного производства и переселенческим делом, оказывал практическую помощь переселенцам. Участвовал в культурных просветительных обществах разных сибирских городов: в обществах начального образования, в воскресных школах, в библиотечных комитетах. Занимался общественной и литературной деятельностью, изучением Сибири и Степного края, стал специалистом в области туземных народностей, о чём писал статьи в разных изданиях. Многие годы был членом Западно-Сибирского отдела Императорского Русского географического общества.
Во время революции 1905 года, будучи в Омске, участвовал в организации антиправительственных выступлений. В период выступления черносотенцев вынужден был бежать в Москву. Однако, скоро вновь вернулся в Омск.
В 1907 году во время выборов во вторую Государственную думу был арестован и выпущен из заключения только после окончания выборов. Выслан из Омска в город Тару Тарского уезда Тобольской губернии с разрешением занять должность в акцизном управлении. Уполномоченным по Тобольской губернии и Акмолинской области попечительства Императрицы Марии Александровны о слепых, был назначен уполномоченным на вскрытие кружки для сбора пожертвования в казённых винных лавках, где собрал 3 рубля 32 копейки. Владел домом в городе Ишиме Тобольской губернии. В сентябре был избран во второй съезд в Тобольское губернское избирательное собрание от города Тары. Относился к левым.
После избрания депутатом проживал в Санкт-Петербурге в доме по улице Таврической 15, а также официально в городе Таре.
В августе 1908 года прибыл поездом из Петербурга в Тюмень проездом в Тарский уезд, где пробыл несколько дней, дожидаясь парохода на Омск. В Тюмени Дзюбинский виделся со многими лицами. Живо интересовался вопросом о проведении железной дороги Тюмень-Омск. По этому вопросу говорил с А. И. Текутьевым и вообще собирал материалы для доклада. Дзюбинский был сторонником железной дороги Тюмень-Омск. На пароходе «Ласточка» выехал в Тобольск, где познакомился с материалами, которые собрал губернатор по вопросу введения земства в Сибири. Дзюбинский сказал по этому поводу: «Этот вопрос живо интересует всю душу, не говоря уже и о Сибирской группе. Октябристы высказались за скорейшее осуществление законопроекта и он, по всему вероятию, пройдёт в предстоящую сессию. Вопросы народного образования в Сибири также разрабатываются Сибирской группой и будут внесены в эту сессию. Сибирью интересуется вся Дума, но члены её не сибиряки — имеют очень смутное о ней понятие, поэтому сибирским депутатам приходится, при всякой возможности, знакомить с Сибирью своих коллег». 29 августа выступил в Тобольском губернском музее с докладом о законопроекте введение земства в Сибири. 4 сентября в Таре в 7 часов вечера выступил с отчётом перед своими избирателями при огромном стечении публики. Самый большой в городе зал клуба не вместил желающих. Многие слушали с улицы у окон. Сообщение состояло из характеристики думских фракций, деятельности Думы по общим и сибирским вопросам и выяснений значения третьей Думы, затем говорилось о его личной деятельности в Думе. При последовавшем затем обмене мнений интересовались скорейшим упразднением усиленных охран, введением земства, поведением крестьянских депутатов. Выражено особое недовольство политикой Шварца и поведением большинства депутатов-крестьян. Личная деятельность Дзюбинского в Думе, его принадлежность к группе трудовиков и сибирской встретили общее одобрение. Перед выступлением Дзюбинского в городе был вывешен анонс: «Граждане города Тары извещаются, что член Государственной думы Дзюбинский такого-то числа даст отчёт о своей деятельности в Государственной думе». Докладчик был награждён аплодисментами. Дзюбинский констатировал, что население Сибири осведомлено деятельностью Государственной думы. 11 сентября проехал через Челябинск. Во время каникул он с разрешения властей устроил 2 собрания. Ознакомясь с переселенческим делом на местах расселения новосёлов вынес убеждение, что несмотря на пожелания высказанные Государственной думой при переходе к очередным делам постановка переселенческого дела на местах ничуть не изменилась к лучшему.
В 1909 году состоял иногородним действительным членом Тобольского губернского музея В марте к Дзюбинскому обратились по телеграфу осуждённые к смертной казне по делу об ограблении в Тюмени железнодорожного артельщика с просьбой ходатайствовать о смягчении их участи. Дзюбинский подал ходатайство через председателя Государственной думы перед министром внутренних дел Столыпиным. Позже Дзюбинский передал телеграмму помощнику присяжного поверенного Б. П. Вальбергу, что поданная кассационная жалоба по делу об ограблении железнодорожного артельщика Маругина по отношению четырёх приговорённых к смертной казни через повешение уважена, и дело направлено в Омский военно-окружной суд для пересмотра в другом составе. В июне прибыл в Челябинск, где пробыл около суток. Осмотрел Челябинский переселенческий пункт. Наиболее нуждающимся переселенцам оказал материальную помощь. Позже отправился в Курган. В июле в городе Ишиме в местном отделе «Общества изучения Сибири», прочёл доклад о значении Тюмень-Омской железной дороги. В августе в своей поездке по Тобольской губернии присматривался в разных местах к условиям устройства приюта для сирот переселенцев, причём делались им предположения о необходимости устройства такого приюта, как центрального в городе Омске или Челябинске. По инициативе Дзюбинского среди сибиряков возникла мысль основать в Петербурге «Сибирский клуб». Целью учредителей было объединение на нейтральной почве сибирскую колонию в Петербурге и создать основание для настоящего духовного общения оторванных от далёкой окраины земляков.. В сентябре получил ряд писем и телеграмм от железнодорожных служащих Сибирской железной дороги, в которых они просили ходатайствовать перед Министерством путей сообщения об отмене циркуляра об обязательном взимании платы за учение в железнодорожных начальных училищах.
В 1910 году состоял членом «Общества изучения Сибири» в Петербурге. 7 декабря Дзюбинский присутствовал на собрании общества, состоявшееся в связи со смертью Л. Н. Толстого. В феврале на его имя было получено много писем из Витебской, Волынской, Киевской губерний с просьбами ходатайствовать об отмене циркуляра, установившего норму в 15 % для приёма евреев в коммерческие училища. В апреле получил телеграмму от тюменского городского головы В. А. Копылова о выгодности шлюзования рек Туры и Тобола вместо постройки железной дороги. В апреле в Санкт-Петербурге присутствовал при открытии «Сибирского клуба», где при большом стечении публики, выступил со вступительной речью. В июле по совету врачей уехал для лечения на юг на один месяц. Находился в Швейцарии до августа. После чего прибыл в Сибирь для собирания более подробных сведений о планируемой железной дороги до города Тобольска и об условиях сдачи срочного пароходства вниз по реке Оби. 12 августа после курса лечения выехал из Петербурга в Сибирь, где посетил Челябинск, Курган, Петропавловск, Ишим, Тюкалинск, Тару, Тобольск, Тюмень и другие города Сибири. Цель поездки — ознакомиться с местными нуждами путём бесед с представителями разных слоёв населения, ознакомиться с местными кустарными промыслами и наметить пункты для устройства показательных кустарных учебных мастерских: деревообделочных, скорняжных, гончарных и др. Кредит на этот год на развитие кустарных промыслов впервые внесён правительством по настоянию сибирских депутатов. Кроме того посодействовать городам, где этого пожелают, разработке сети всеобщего обучения. В настоящее время только 3 города: Тюмень, Ишим и Курган представили проекты в Министерство народного просвещения о введении всеобщего обучения и уже в 1910 году, Дзюбинский сообщил, что получат от министерства пособия для оплаты жалованья учащим и пособия и ссуды на постройку здания для начальных школ. В Петербурге Дзюбинский задержался в ожидании решения окончательно вопросов об открытии в Кургане с 1911 года мужской гимназии и об ассигновании пособий городам Тобольской губернии на всеобщее обучения. 11 августа Дзюбинский был последний раз в министерстве и ему сказали, что из всех ходатайств сибирских городов будет внесена в смету гимназия мужская в Кургане и второе в городе Томске. В конце августа приехал в Курган, где остановился в номерах Васильева и пробыл здесь очень короткое время. Утром до 11 часов принимал всех желающих его видеть, а вечером, к 7 часам 20 августа, посетил общественное собрание. Собравшиеся знакомые, после дружеской беседы, чествовали его ужином. После ужина затянувшегося до полночи, поблагодарив за сердечный приём, оставил собрание с тем, чтобы тотчас же отправиться на поезд для продолжения своей поездки. За время пребывания в Кургане, ознакомившись с экономическим состоянием Курганского уезда и постигшим его недородом хлеба и полным неурожаем трав, угрожающим пошатнуть молочное хозяйство, телеграфировал об этом председателю совета министров прося правительственной помощи на покупку сена и разрешения доставки его по льготному тарифу. В сентябре в Тюмень прибыл Дзюбинский, гражданином Тобольским губернатором ему было разрешено 12 сентября в воскресенье в зале приказчичьего клуба прочесть лекцию для граждан избирателей о думских работах. В 7 часов вечера в клубе сделал сообщение о деятельности Государственной думы 3 сессии вообще и по сибирским вопросам в частности. Вход был бесплатный и общедоступный, за исключением учащихся и нижних воинских чинов. В ноябре написал письмо в Тобольск с сообщением, что: «Обсуждение вопроса о проведении Тавдинской дороги до реки Тавды в таком положении — Екатеринбург, Егоршино, Ирбит, Таборинское и Алапаевск-Егоршино-станция Богданович происходило 9, 10 и 13 ноября. На совещании удалось выход дороги повернуть к югу, к Саитковой, а не к Таборинскому. Теперь при таком направлении линии железной дороги, продолжение до Тобольска напрашивается сама собой. Концессионеры Фармаковский и Матвеев обещали мне, в случае утверждения линии Екатеринбург-Тавда произвести весной 1911 года обследование от Саитковой до Тобольска, а затем заявить концессию. В настоящее время я не вижу цели в поездке Тобольской депутации, а таковая нужна будет в январе, когда нужна будет сводкой данные, добытые летними изысканиями как по шлюзованию, так и по проведению железной дороги».
В феврале 1911 года получил просьбу от крестьян Оськинского сельского общества Евсинской волости Ишимского уезда Тобольской губернии возбудить ходатайство об отпуске для сельской школы сколько-нибудь денег, необходимых на уплату долга по постройке здания школы и на устройство при школе огорода, чтобы детишки могли познакомиться с практическим огородничеством. 1 июня при его активном участии была открыта мужская гимназия в городе Кургане Тобольской губернии. В июле выехал в свою обычную каникулярную поездку по маршруту: Челябинск, Курган, Петропавловск, Ишим, Омск, Тюкалинск, Тара, Тобольск, Тюмень. 2 августа во вторник в городе Таре в помещении мещанской управы выступил с докладом на темы: распространение земских учреждений в Сибирских губерниях и отчёт о деятельности 3-й Государственной думы. Доклад состоялся при многочисленной публике, переполнившей аудиторию. Доклад был выслушан с напряжённым вниманием, длился 2 ½ часа при перерыве в 15 минут. Докладчик был награждён дружными аплодисментами и множественными благодарностями отдельных лиц. 10 августа на пароходе товарищества Западно-Сибирского пароходства прибыл в Тюмень. Здесь пробыл 2 дня в гостинице «Россия». Желающие могли застать его в гостинице до 11 часов утра. Читать доклад не стал по независящим от него обстоятельствам. В Тобольске также доклада не было. С вечерним поездом 12 августа уехал в Петербург. В Тюмени посетил городскую управу, виделся со многими лицами. Интересовался положением населения губернии пострадавшего от неурожая, а также и мерами принятыми для помощи этого населения. Поэтому вопросу собрал обширный материал и готовый в Думе доклад. В сентябре скупо отреагировал на убийство Столыпина. Заявил о предполагающемся курсе после Столыпинской политики, который останется прежний: «уклонений ни в право ни влево не предвидится, несмотря на возможную перетасовку административных лиц, обычную в случаях ухода с арены политической деятельности крупной бюрократической величины». 2 октября в Петербурге присутствовал на заседании земельной комиссии «Общества изучения Сибири», посвящённое всецело постановке продовольственного дела в неурожайных местах Сибири. На заседании сделал подробный доклад о размерах неурожая в Тобольской губернии и о мерах предпринятых для борьбы с голодом. В конце октябре обратился к председателю продовольственного отдела В. Э. Фришу с просьбой понизить для пострадавших от неурожая местностей Сибири цену на сено заготовленное для неурожайных губерний и отпускать нуждающемуся населению сено для прокорма скота без задатка. На это обращение Фриш сообщил Дзюбинскому, что продовольственный отдел нашёл возможным удовлетворить ходатайство о понижении цены пуда сена до 20 копеек, но отпускать сено без задатка не счёл возможным и определил задаток в размере 5 копеек с пуда. 10 ноября в телеграмме сообщил в редакцию газеты «Сибирский листок» о том, что земская комиссия громадным большинством приняла законопроект о земстве в Сибири. При этом представители правительства отсутствовали. В конце ноября через Дзюбинского «Вольным экономическим обществом» было переведено Тюменскому городскому управлению 500 рублей на устройство врачебно-питательного пункта в Тюмени.
В 1912 году был инициатором создания «Санкт-Петербургского сибирского собрания». Принимал участие в работах других научных и общественных организаций. За активную общественно-полезную деятельность возведён во дворянство, однако не любил афишировать этот факт. В феврале получил от Беловского сельского общества Ишимского уезда Тобольской губернии телеграмму: «Голодаем. Помощи никакой. В льготной покупке сена крестьянским начальником отказано. Дерём крыши. Скот падает. Находимся в отчаянии. Требуется немедленная помощь. Помогите». Дзюбинский передал содержание телеграммы председателю продовольственного комитета сенатору Фришу. Вечером 29 марта Дзюбинский прибыл в Тюмень, где остановился в гостинице «Россия № 1». Осуществлял приём с 9 до 11 часов утра. Позже поехал в ближайшие уезды для обследования целесообразности постановки помощи голодающим и для проверки многочисленных жалоб населения Тобольской губернии на выдачу продовольственного хлеба. 30 марта в Тюмени Дзюбинский был на вокзале, где знакомился с организацией приёма приходящего на станцию «Тюмень» груза, знакомился с деятельностью местного комитета Красного Креста и побывал в городских бесплатных столовых и т. д. Через 3 дня отправился в Ялуторовск и Ишим с целью ознакомления с постановкой продовольственного вопроса на месте. В августе выставил свою кандидатуру на выборы членов Государственной думы от города Тобольска. В Санкт-Петербурге состоял членом «Литературного общества». 29 августа прибыл в Курган, где вечером сделал доклад биржевому комитету о положении железнодорожного вопроса Екатеринбург-Шадринск-Курган. После Кургана выехал в Ишим. 11 сентября на пароходе «Ласточка» прибыл в Тюмень, где пробыл один день. 12 сентября уехал из Тюмени в Ишим, где и пробыл до выборов в Государственную думу. В 1912 году стал инициатором учреждения в Сибири сельскохозяйственного института. Курганским биржевым комитетом было решено выбрать город Омск для института в виду его центрального положения в Западной Сибири и разнообразия форм сельскохозяйственной жизни в прилегающих к нему местностях (так был учреждён Омский сельскохозяйственный институт).
В 1913 году публично объявил об отказе участвовать в праздновании 300-летнего юбилея царственного Дома Романовых. В январе в приказчичьем клубе города Тюмени организовал ряд популярных лекций с участием В. А. Поссе. 6 февраля утренним поездом из Петербурга прибыл в Тюмень и в этот же день отправился в Ишим. В мае написал письмо в Курганский биржевой комитет о том, что в Государственную Думу был внесён законопроект об установлении контингента государственной оброчной подати на трёхлетие с 1913—1916 годы по Тобольской губернии. Также сообщил, что Министерством финансов предположено восстановить исключённые Тобольской казённой палатой и губернским правлением 325000 рублей. Попросил биржу прислать сведения об урожайности хлебов и трав в 1912 году и об экономическом состоянии населения после неурожая 1911 года. 4 июня был избран представителем местного биржевого комитета в заседании комиссии о новых железных дорогах при Департаменте железнодорожных дел Министерства финансов, где защищал проект железной дороги на севере Вольтмана Обь-Белое море. 27 июля поездом прибыл в Тюмень, где остановился в гостинице «Россия» и принимал желающих его видеть до 11 часов дня. 29 июля прочёл лекцию в летнем помещении приказчичьего клуба о деятельности Государственной Думы в 1912—1913 годах. Доклад привлёк очень большое число публики. Из Тюмени Дзюбинский проехал до Тобольска, а затем посетил другие города Тобольской губернии для ознакомления с назревшими нуждами.. В начале августа Дзюбинским было получено уведомление, что его ходатайство о постройке здания Тарской прогимназии было удовлетворено полностью. 13 августа по Тюмень-Омской железной дороге приехал в Называевскую, а далее в Тюкалинск.
В 1914 году, после начала Великой войны, помог «Союзу Сибирских маслодельных артелей». Пообещал своё содействие в деле устройства Союза для поддержки местного населения по случаю расстройства операций с маслом и широкого кредита в Государственном Банке. 19 сентября лично прибыл в город Курган и посетил «Союз Сибирских маслодельных артелей». Организовал в Кургане отделение «Сибирского общества для подачи помощи раненым воинам», в которое входил в состав комитета. Для этих целей Дзюбинскому от «Союза Сибирских маслодельных артелей» было выделено 5000 рублей. В начале декабря Дзюбинский прибыл в Тюмень. Целью визита была организация местных отделов «Сибирского общества помощи воинам и их семьям» и производил сбор пожертвований на содержание передового санитарного поезда и т. п. В Тюмени Дзюбинский собрал пожертвований на 2000 рублей, из них 1000 рублей пожертвовал А. И. Текутьев.
В феврале 1915 года обратился к Омскому городскому голове с письмом, в котором сообщил, что 2 февраля в Москве в комитете Всероссийского Союза городов обсуждался вопрос о мероприятиях по борьбе с заразными болезнями и вырабатывалась смета на осуществление этих мероприятий. В проект сметы не была включена Сибирь, так как отсутствовали необходимые данные. Дзюбинский высказал предложение, что как только данные будут отправлены, будут выделены необходимые средства на борьбу с заразными болезнями. По затронутому вопросу городская дума решила созвать областной съезд. В мае выбран от Государственной думы уполномоченным в Пятый сибирский отряд Всероссийского городского союза для отправки на Западный фронт.
В 1916 году был членом ревизионной комиссии Всероссийского союза городов помощи больным и раненым воинам.
В начале февраля 1917 года В. И. Дзюбинский организовал для 14000 нижних чинов сибиряков на фронте разговение — пасхальные подарки, на средства пожертвованные «Союзом Сибирских маслодельных артелей», членами которого были и некоторые солдаты.

#### Революция и жизнь после неё
Активно участвовал в февральской революции 1917 года. 25 февраля с целью восстановления общественного порядка в Петрограде выезжал на Казанскую площадь, где произошло столкновение между демонстрантами и солдатами Волынского и Литовского полков, и к Николаевскому вокзалу, где демонстранты столкнулись с полицией. 27 февраля участвовал в частном совещании членов IV Государственной думы в Полуциркульном зале Таврического дворца, где предлагал совещанию и представителям фракций взять власть в свои руки и объявить Государственную думу Учредительным собранием. Во время февральской революции сотрудничал с Временным правительством. Был приглашён для работы в разработке крестьянской политики Временного правительства. Был избран членом исполнительного комитета Всероссийского съезда крестьянских депутатов. Регулярно встречался по рабочим вопросам с А. Ф. Керенским, с которым был знаком лично. 5 марта возглавлял комиссию Петроградского совета рабочих и солдатских депутатов, созданную для урегулирования отношений между командным составом и нижними чинами Павловского военного училища. 6-10 марта был комиссаром Временного комитета Государственной думы (ВКГД) и Временного правительства на Северном фронте. 12 марта стал членом Главного управления Красного Креста от Временного комитета Государственной думы. 15 марта получил полномочия комиссара Временного комитета Государственной думы и Временного правительства на Юго-Западном фронте, но от командировки отказался. С конца марта был членом комиссии Красного Креста для приёма учреждений бывшей Императрицы Марии Фёдоровны и Императрицы Александры Фёдоровны. Вошёл в Главный организационный комитет Всероссийского крестьянского союза, где 12 апреля подписал опубликованное воззвание «Ко всему русскому крестьянству» об организации этого союза. В начале мая был избран членом и товарищем секретаря особого совещания по созыву Всероссийского Учредительного собрания, как лицо осведомлённое с местными условиями Сибири. 4-28 мая участвовал в 1 Всероссийском съезде Советов крестьянских депутатов в Петрограде. Был членом Исполкома Всероссийского Совета рабочих и солдатских крестьянских депутатов. 21-26 июня был делегатом 1 Всероссийского съезда Трудовой народно-социалистической партии в Петрограде, где избран в состав её ЦК. В сентябре стал кооптированным членом Сибирского организационного комитета. Был выбран членом в Учредительное собрание по Тобольской губернии в Тобольском избирательном округе от трудовой партии.
После активной революционной деятельности заболел и был отправлен на Кавказ для лечения. Летом переехал в город Пятигорск Пятигорского уезда Терской области, где работал в городской управе и в местном городском банке. После установления советской власти на Кавказе назначен заведующим статистическим ликвидационным бюро финансового отдела ревкома на Кавказе.
С 1920 года работал управляющим Лефортовского архива в городе Москве.
С 1924 года работал в Наркомате финансов.
Владимир Иванович Дзюбинский умер 30 июня 1927 года в Москве от рака. Похоронен на Введенском кладбище.

### Гражданская служба
С 1886 года жил в городе Омске, где 10 мая поступил на службу в акцизное управление младшим нештатным контролёром IV акцизного округа Западной Сибири.
17 января 1887 года переведён младшим штатным контролёром V акцизного округа Западной Сибири.
28 августа 1889 года переведён делопроизводителем управления VI акцизного округа Западной Сибири в Омске.
1 марта 1894 года переведён для пользы службы помощником бухгалтера управления акцизными сборами Западной Сибири в город Омск.
В 1898 году был старшим помощником надзирателя 3 участка III акцизного округа Тобольской губернии и Акмолинской области в городе Петропавловске.
23 января 1901 года был переведён старшим помощником надзирателя в 1 участок III акцизного округа Тобольской губернии и Акмолинской области.
В 1903 году был переведён старшим помощником надзирателя во 2 участок III акцизного округа Тобольской губернии и Акмолинской области.
22 января 1904 года был переведён старшим помощником надзирателя в 5 участок I акцизного округа Тобольской губернии и Акмолинской области.
27 марта 1906 года для пользы службы переведён из 5 участка 1 округа Тобольско-Акмолинского акцизного управления во 2 участок 5 округа старшим помощником акцизного надзирателя.
В 1907 году после ареста и высылки водворён в город Тару Тарского уезда Тобольской губернии с разрешением занятия должности старшего помощника акцизного надзирателя с содержанием 3100 рублей в год.
20 августа 1907 года по собственному прошению уволен с должности старшего помощника надзирателя 8 участка 1 округа Тобольско-Акмолинского акцизного управления. По другим данным уволен Тобольским губернатором Н. Л. Гондатти в связи с делом о манифестации на похоронах политического ссыльного.
По гражданскому ведомству имел чины:
- Канцелярский служитель II разряда — 1886 год;
- Канцелярский служитель III разряда — 1886 год;
- Коллежский регистратор — 1887 год;
- Губернский секретарь — 17 января 1890 год[102];
- Коллежский секретарь — 30 декабря 1894 год;
- Титулярный советник — 1898 год;
- Коллежский асессор — 17 января 1899 год;
- Надворный советник — 1903 год.

### Депутатская деятельность

#### В третьей Думе
«В настоящую Думу 3-го созыва сибирские депутаты не имели возможности приехать ко времени её открытия, благодаря распоряжению администрации о назначении выборов в одну из последних очередей, именно 25 октября; по некоторым же губерниям выборы членов Государственной Думы не назначены и до сих пор. Выбранные депутаты отдалённой Сибири не успели ещё прибыть. Я прибыл кажется, в единственном числе. Моя обязанность, нравственный долг, напомнить о существовании далёкого края...».
25 октября 1907 года стал депутатом III Государственной думы от Тобольской губернии из города Тары по избирательным разрядам 1 и 2 съездов городских избирателей. Был избран товарищем председателя Трудовой группы, а затем возглавлял эту группу до 1917 года. Также вошёл в Сибирскую парламентскую группу. Работал в комиссиях: о гимназиях и подготовительных училищах, бюджетной, переселенческой, по местному самоуправлению, библиотечной, по исполнению государственной росписи доходов и расходов, по направлению законодательных предположений. Подписал законопроекты: «Об изменении законов о взимании и отправлении земельных и натуральных повинностей крестьян», «О введении земства в Сибири», «О порто-франко в портах Оби и Енисея», «Об учреждении землеустроительных комиссий в степных областях», «Правила приёма в высшие учебные заведения», «Об отмене смертной казни» и т. д. От имени Трудовой группы высказался против передачи в особую комиссию законопроекта об ассигновании средств на церковные школы. Несколько раз избирался в согласительную комиссию, создаваемую для улаживания споров между Государственной думой и Государственным советом по поводу различных законов. Выступал в защиту украинских интересов. В зале заседания Думы имел кресло под № 87. Свободное время от думской работы лето проводил в Тобольской губернии, объезжая местные города (Тобольск, Тюмень, Тара, Ишим, Курган) и выступал с отчётностью по думской работе с особыми докладами. 5 ноября во втором заседании выступил с речью о защите интересов Сибири и Сибирской парламентской группы в Думе, а также просил оставить в секретариате одно место для представителей Сибири.
В 1908 году разочаровавшись в партии Кадетов, перешёл в Трудовую группу, объяснив это следующим образом:
«Я беспартийный прогрессист и как таковой в первое время в Думе предпочитал присоединиться к кадетам, в общем отвечающим моим политическим взглядам, но близкое знакомство с ними, а также совместная думская работа показали мою ошибку. Тактика к.д. идёт по наклонной плоскости к октябристам и стоящим даже правее от октябристов ряду каких-то таинственных соображений. Милюков приказывает кадетам подать руку октябристам и идти рука об руку по таким-то и таким-то вопросам. И они, если не все, исполняют приказание центрального комитета, то есть Милюкова. Непонятна и двойственность партии, с мнением которой когда-то считалась страна. К трудовикам я примкнул благодаря сходству моих взглядов с ними в аграрном вопросе, решение которого правительством нам сибирякам, пришлось испытывать особенно сильно. Сибирякам надолго памятна будет политика князя Васильчикова. Сибиряки крестьяне испытали на собственных плечах переселенческую горячку, которая стоила им много. Отобранные арендные земли, по мнению князя Васильчикова, излишество, а по нашему мнению, почти единственное достояние сибиряков-крестьян. Вся эта правительственная затея, обошедшаяся в миллион рублей, не оправдала ожидаемых надежд и лишь запутала этот Гордиев узел так крепко, что нужны такие же меры, как меч Александра Македонского. Конечно, трудовики по своей малочисленности сделать что-либо основательное в этой области не могут, но лучше работать с ними, чем с кадетами. Кроме того, я работаю и в сибирской группе в которой мы, сибиряки, объединились на защиту сибирских интересов, а в частности и земельных прав сибирских крестьянах, страдающих от политики князя Васильчикова».
В январе выступил в думе как член бюджетной комиссии, о том что миллион рублей внесённый в смету будущего года на приступ к работам по постройке Тюмень-Омской дороги, бюджетной комиссией предположено вычеркнуть, так как этот расход являлся немотивированным. В феврале, как и вся Трудовая группа, отказался присутствовать на аудиенции с Императором в Царском Селе. 29 марта в Думе подробно остановился на вопросе о положении переселенцев в Сибири, всесторонне освящая его многочисленными примерами из местной жизни. 1 апреля голосовал против постройки Амурской железной дороги. 10 мая выступил в Думе с речью, что введение винной монополии в Сибири пагубно отразилось развитием пьянства на золотых приисках и среди инородцев. Ограничил свою речь точкой зрения сметы, пытаясь доказать, что при современных условиях казённое хозяйство не могло быть целесообразным. 23 мая принимал участие в обсуждении вопроса о введении земства в Сибири и подписав это заявление, передал председателю Думы для оглашения. 16 июня, как и вся Трудовая группа голосовал против государственного займа, утверждая, что если бы большинство Думы шло за Трудовой группой в деле сокращения непроизводительных расходов росписи, никакого дефицита не было бы. Его речь была воспринята аплодисментами слева и в центре. 20 июня выступает в Думе о необходимости немедленного поземельного устройства коренного, особенно киргизского, населения Акмолинской области. В октябре дал интервью «Сибирской торговой газете». Рассказав, что вопрос об единении всех крестьянских депутатов в одну крестьянскую группу уже назрел и близок к разрешению. Против этого объединения не пойдут даже и правые крестьяне, услышавшие со стороны своих избирателей во время летних каникул много нареканий. Приехавшие депутаты рассказывают, что крестьяне Юго-Западного края перестали надеяться на Государственную думу, и всё их внимание поглощено устройством местных дел. Сибирские крестьяне, напротив, очень интересуются Государственной думой и в особенности постановкой в ней переселенческого вопроса. 2 ноября директором департамента земледелия Н. А. Крюковым был приглашён на совещание по вопросу о сельскохозяйственных школах в Сибири. 3 ноября выступая в Думе, изложил историю возникновения и развития церковных школ. Пришёл к выводу, что законопроект об ассигновании четырёх миллионов, является ничем не обоснованным в корне подрывает план всеобщего обучения предлагаемый Министерством народного просвещения и что до пересмотра положения о церковно-приходских школах новые ассигнования на них невозможны. Как и вся Трудовая группа проголосовал против этого законопроекта. 15 ноября после выступления в Думе Главноуправляющего землеустройством заявил, что его речь не внесла ничего нового. Приведя подробные статистические выкладки, освещающие, по его мнению, данные главноуправляющего, с другой стороны приходит к выводу, что прежде правительство стремилось поддерживать малоземельность, а отныне по-видимому будет стремиться поддержать только сытых земледельцев. Защищая в дальнейшей части своей речи трудовую норму указал, что закон 9 ноября не удовлетворяет не только возможность рассчитывать на осуществление этой нормы, но он и не соответствует и правым взглядам на землю. Личная собственность это война всех против каждого и потому закон 9 ноября не внесёт ни успокоения ни богатства в крестьянскую среду. Далее Дзюбинский процитировал полученные им с мест письма и ответы на предпринятую им анкету, пришёл от имени Трудовой группы к заключению, что закон 9 ноября подрывает материальную устойчивость трудового населения империи, разрушает общину, открывает путь к узаконенному хищению общественной земли, выбрасывает общину, окончательно её обесценивая. Трудовая группа остаётся верной своей программе. Закончил речь чтением земельной программы руднильной программы Трудовой группы. Речь была воспринята рукоплесканием слева и шумом справа. 19 ноября выступил в Думе против цифровых выкладок отца Генецкого. Отказался от предоставленного ему слова. 24 ноября на заседании Думы именем Трудовой группы попросил исключить статью первую закона 9 ноября. В декабре на последнем заседании Сибирской группы обсуждался вопрос о местном суде. От Сибирской группы Дзюбинскому было поручено собрать материал по вопросу о закрытии просветительных обществ в Сибири.
В январе 1909 года Дзюбинский получил уведомление от председателя совета министров о том, что закрытые по распоряжению местной администрации общества народного образования во многих городах Сибири будут вновь открыты с января. Выяснилось, что донос одного из исправников, на котором Енисейский губернатор обосновал закрытие обществ, оказался ложным. 20 января выступил в Думе с удивлением, что через 3½ года после манифеста 17 октября даровавшего свободу слова вносился законопроект о представлении этой свободы не всему населению, а только Думе. Также указал на тяжёлое положение печати и предложил от имени Трудовой группы следующую формулу: принимая во внимание, что печать вообще должна быть свободна; всякое следствие печатного слова ложится тяжёлым гнётом на духовную жизнь народа, в частности, стеснения печати облегчают возможность укрывательства всякого рода преступлений, свобода должна распространяться одинаково как на русскую, так и заграничную печать; свобода печати была торжественно обещана манифестом 17 октября, следовательно всякий цензурный просмотр книг, журналов и газет нарушает обещание этого манифеста. В феврале сообщил в Тюмень, что Думе подсчёты технических изысканий и расчёты постройки железной дороги Тюмень-Омск инженером Глезером закончены и представлены в Министерство путей сообщения для поверки. Текст с таблицами уже был составлен и, по отпечатании, в феврале предполагалось внести в Министерство путей сообщения. В это же время к Дзюбинскому обратились крестьяне-старожилы Тарского уезда Тобольской губернии с просьбой ходатайствовать перед надлежащими инстанциями о скорейшем их устройстве на земле, так как арендованные ими в течение 7 лет казённые участки земли отбирались в пользу переселенцев. Числящихся за старожилами по наделу леса лесным ведомством вырубались и земли передавались в ведение землеотводной комиссии. «Таким образом — заканчивали крестьяне свою просьбу, — несколько тысяч душ рисковали погибнуть от голода и холода в пустыне». Дзюбинский передал это ходатайство в Главное переселенческое управление и в лесное ведомство. 13 февраля выступил в заседании Думы и указал, что речь председателя совета министров не удовлетворила трудовиков, ибо она не дала ответа на запрос. Также Дзюбинский пришёл к убеждению, что бюрократический строй виновен в том, что не может обойтись без провокаторства и шпионства, но от этого бюрократического гнёта страна освободится, ибо так хотел русский народ. 26 февраля выступил в Думе о том, что почтово-телеграфное ведомство не шло на встречу к нуждам страны, и даже несколько отстало от них. 28 февраля выступил в Думе о том, что крестьянский банк при современной его постановке служил целям дворянства и крупного землевладения, а не интересам трудового населения в особенности малоземельных и безземельных масс, аграрный вопрос очевидно с помощью крестьянского банка не мог быть разрешён, для этого должны были быть изысканы другие пути. На эту речь раздались рукоплескания слева. 3 марта не касаясь общих вопросов в Думе остановился на хозяйственной стороне винной монополии, и винил ведомство в отсутствии планомерности его действиях. 7 апреля поддержал поправку Лихницкого, предлагавшую сузить круг родственников, к которым могло переходить авторское право после смерти автора, но данная поправка была отклонена. 19 ноября участвовал во втором заседании земской подкомиссии Государственной думы по вопросу о земстве в Сибири, где указал, что громадное преобладание казённых и крестьянских земель в Сибири препятствовало торговопромышленному классу обзаводиться недвижимостью. 26 ноября участвовал в заседании земской подкомиссии Государственной думы, где указал, что сибирские депутаты, внося предложение о распространении положения 1890 года на Сибирь, исходили именно из мысли, что таким только путём возможно будет провести законопроект быстро в Думе и присоединился к мнению князя Голицина.
8 февраля 1910 года выступил в Думе с утверждением, что Дума не может утверждать уже произведённых расходов как по причинам формальным, так и существу. 9 марта в заседании Думы во время выступления остановился специально на положении низших служащих на обеспечение труда и улучшения условий службы, которых министерством обращается слишком мало внимания: «во многих отношениях настоящее министерство не только не пошло вперёд, но пошло назад; Дума и страна стремятся к широкому развитию народного просвещения, министерство правилами 13 января 1909 года ввело в начальных железнодорожных училищах плату, удерживая известный процент содержания служащих; естественно многие дети взятые в школы, ушли; например на Сибирской железной дороге из 17 школ ушло 330 детей, многие остались лишь до конца учебного года». В заключении Дзюбинский высказывается за скорейшее улучшение положения низших железнодорожных служащих, обеспечение их старости. 10 марта выступил в заседании Думы с критикой циркуляра от 6 декабря 1909 года отменившего 57 % норму евреев в коммерческих училищах до 50. Указывал, приводя мнения педагогических и попечительных советов, последствием этого циркуляра явится закрытие коммерческих школ. Предложил министру отменить циркуляр предшественника. 17 марта выступил в Думе и ссылаясь на ряд официальных данных, пришёл к выводу, что переселение ведётся нецелесообразно, не преследует целей колонизации. В заключении указал, что мысль созданий института земельной собственности не нова, возникла несколько лет назад и до сих пор лишь терпела фиаско. На речь раздались рукоплескания слева. 29 марта участвовал по приглашению директора Департамента железных дорог Министерства путей сообщения в заседании комиссии о новых железных дорогах, которая рассмотрела вопрос о строительстве железнодорожных линий в Западной Сибири и Туркестане. 31 марта выступая в Думе заметил, что причины ненормального положения сахарной промышленности лежит во всей политике министерства финансов, покровительствующей крупной промышленности, вообще в том числе и сахарной. 28 апреля выступил в Думе с речью по вопросу о нормальном отдыхе служащих в торгово-промышленных предприятиях. 19 мая выступил в Думе и указал на обременение сибирских крестьян податями, ибо на них, кроме денежной подати, лежат ещё натуральные повинности, и на неудовлетворительность данных, на которых построен законопроект, высказался против него, настаивая на сохранение прежнего размера оброчной подати. 7 декабря в заседании Думы выступил с объявлением, что трудовики голосуют против аграрного проекта, видя в нём произвольную раздачу земель. Также выступил против распространения на Туркестан положения действующее в Степном крае, ибо Туркестан находился совершенно в иных условиях. Права представляемые Главному управлению землеустройства в настоящем законопроекте могли крайне вредно отразиться в интересах местного населения. Желание правительства провести законопроект объяснил стремлением Переселенческого управления брать земли там, где это легче сделать, в случае принятия проекта предложил добавление о том, чтобы посевные поля, виноградники, искусственно орошённые земли не подлежали отчуждению. На речь раздались рукоплескания слева.
19 января 1911 года выступая в Думе внёс пожелание о необходимости скорейшего научного обследования чумной эпидемии на Восточно-Китайской железной дороге, которая постоянно гнездилась в Китае, Монголии, Маньчжурии. 24 января в заседании настаивал на увеличении, во избежание нравственного одичания переселенцев и старожилов, кредитов на школьное дело в Сибири. Также отметил необходимость с точки трения развития школьного дела скорейшего введения в Сибири земства.
 17 февраля во время прения по законопроекту о волостном управлении выступил с заявлением, что трудовики будут голосовать за переход к постатейному чтению, к которому внесут ряд необходимых поправок. Полагал, что в результате реформа должна дать мелкую земскую единицу, без сословную самооблагающуюся, независимую от администрации, близкую к населению, самоуправляющуюся, построенную на основных привлечениях к самоуправлению всего местного населения без различия вероисповедания, национальности, пола и имущественной состоятельности. Недостатками проекта являлось право участия в решении местных дел не человека, не гражданина, а его имущества, предание чистохозяйственное мелкой земской единице административных функций, в силу чего земской начальник явится прямым начальником волостным самоуправлением. В заключении Дзюбинский настаивал на предоставлении мещанам полного равенства, то есть право замещать выборные должности по волостному самоуправлению (на речь раздались рукоплескания слева). Во время оглашения запроса трудовиков об устранении петербургским градоначальником из списка ораторов в публичном собрании вольноэкономического общества в память 19 февраля Анненского, Пешехонова и Мякотина в виду непредставления конспектов речей этих лиц, Дзюбинский, подписавшийся первый, поддержал спешность запроса, полагая, что объединённое правительство стремится проникнуть во все сферы общественной, политической и государственной жизни, желая чтобы она протекала не свободно направлялась по избранному правительством руслу. Дзюбинский закончил словами: «Правительству важно не предавать гласности истину, а важно держать общество во тьме, чтобы оно думало как думает правительство; при таких условиях празднование 19 февраля не может превратиться в торжество всего многомиллионного русского народа». 9 марта выступил с докладом, что видел в понижение переселенческой волны подтверждение предостережение сибирских депутатов по поводу неправильной переселенческой политики. Также заметил об неправильном ведении лесных заготовок, монополизированных Переселенческим управлением. Объяснял массовое стремление киргизов закреплять землю исключительно желанием закрепить хоть что-нибудь. Протестовал против распродажи в частную собственность по дешёвым ценам государственных земель, могущих послужить будущим фондом для обеспечения крестьян. 11 мая от имени трудовой группы внёс предложение, чтобы по смете Министерства двора и собственных Его Величества канцелярий, равно назначение платежа по государственным долгам, подлежали обсуждению Думы на общих основаниях. 3 октября сделал подробный доклад о размерах неурожая в Тобольской губернии и о мерах предпринятых для борьбы с голодом. Также указал в докладе, что настоящий неурожай в Тобольской губернии являлся по счёту третьим подряд, поэтому последствия его громадны. Неминуема голодовка. Борьба с голодом в губернии в течение этих лет велась неудачно. Сено было заготовлено по дорогим ценам, а общественные работы обставлены очень плохо. Собрание Сибирской группы единогласно приняло резолюцию. Сибирская группа по этому вопросу созвала заседание. 17 октября в заседании Думы Дзюбинский подчеркнул, что бедствия неурожая сделались хроническим явлением, при этом раскритиковав правительственные мероприятия последнего времени, ссылаясь на личные впечатления по обозрению сибирских губерний и придя к выводу, что необходимые для борьбы с неурожаем меры были приняты правительством несвоевременно. 9 ноября выступая с речью заявил, что видел главную причину хронических голодовок постигших Россию в обеднении крестьянства, вследствие чрезмерного роста государственного бюджета, размеры бедствия уменьшаются правительством, цифры правительственной помощи по отношению к Сибирским губерниям малы до крайности. Общественные работы вследствие низкой оплаты не достигают цен. На основании многочисленных материалов полученных с мест, констатировал, что положение старожилого населения Сибири крайне тяжёлое, ещё хуже положение переселенцев. 12 ноября выступил против статьи 51 со знаком 13 Устава о наказаниях, указывая, что продававшие вино из казённых винных лавок будут тогда вечно находиться под угрозою быть привлечёнными к суду. 15 ноября голосовал против статьи 4 Устава акцизных сборов относительно продажи крепких напитков, во время обсуждения законопроекта. В конце ноября выступил в Думе с предложением исключить статью первую, ограничивающую право свободного перехода из русского подданства в другое для лиц, достигших пятнадцатилетнего возраста, до отбытия воинской повинности. Также высказал мнение, что в армию должны идти лишь признающие себя русскими подданными. Удерживать даже в военных целях насильственно не желающих оставаться в русском подданстве, едва ли целесообразно. В ноябре по окончании работы Государственной думы третьего созыва, деятельность Дзюбинского выразилась в следующих цифрах:
- 1 сессия — избран в 2 комиссии (бюджетную, по переселенческому делу), говорил 24 раза, сделал 1 заявление, имел 2 замечания председателя Думы, прерывал ораторов 2 раза, выступал докладчиком 1 раз;
- 2 сессия — член 2 комиссий, избран в 4 комиссии (библиотечную, по местному самоуправлению, согласительную, бюджетную), выступал докладчиком бюджетной комиссии 1 раз, говорил 21 раз, сделал 1 заявление, имел 1 замечание председателя Думы, прерывал ораторов 2 раза[149];
- 3 сессия — член 2 комиссий, избран в 4 комиссии (по исполнению государственной росписи, библиотечную, переселенческую, согласительную), говорил 28 раз, выступал с заявлениями от трудовой группы 2 раза, выступал докладчиком 3 раза, имел три замечания от председателя Думы, сделал 6 возгласов с места;
- 4 сессия — член 3 комиссий, избран в 4 комиссии (библиотечную, для рассмотрения законопроекта о гимназиях и подготовительных училищах, согласительную, по проекту государственной росписи), говорил 25 раз, получил 1 замечание председателя Думы, сделал 1 возглас с места[150].

2 декабря во время обсуждения по законопроекту об изменении Устава о воинской повинности, высказал свою точку зрения и полагал, что не комплект армии вызван искусственным повышением контингента новобранцев, увеличенным в годы войны до 100000, что касается второй причины не комплекта, которую усматривал в усиленной браковке новобранцев отдельными войсковыми частями, это происходило не в виде приёмных комиссий будто бы принимающих на службу не пригодных людей, а объявляются общим санитарным состоянием русской армии. Законопроект представлен в сыром виде, в нём имеется масса противоречий, неясностей, что даёт народу минус по сравнению с 1874 годом. Облегчить несение тяжёлой воинской повинности было бы возможным, если бы военное министерство пошло по пути системы территориальности, было бы приноровлено к местностям, из которых призываются новобранцы.
15 февраля 1912 года в заседании Думы высказался по поводу проекта закона «О мерах поощрения русского сельскохозяйственного машиностроения», считая проект всецело идущим к покровительству капиталистического машиностроения, направленным к удовлетворению потребности крупного хозяйства, а не мелких хозяйств, которым не нужны сложные локомобили, купленные машины. Последствия этого проекта заплатят не крупные сельские хозяйства, сидящие на финансовой комиссии, а многомиллионное русское крестьянство (Раздалось рукоплескание слева). 10 мая в заседании Думы высказался по поводу рабочих строивших Амурскую железную дорогу, указывал на невозможное условие, при котором совершается отправка рабочих на Амурскую дорогу и напомнил случай массового отправления в Чите, где процитировал расчётную книжку с условиями, которым должны подчиняться рабочие. Заработная плата весьма невелика, рабочие обязаны производить работы во всяком грунте, не отказываться от работы в праздники и т. д., при дороговизне жизни рабочие могли сберегать весьма ничтожную сумму. В вечернем заседании Думы во время обсуждения вопроса по поводу отправления рабочих на переселенческом пункте станции «Чита», выразил пожелание, чтобы ведомство во избежание повторения данного печального факта, хотя единичного, привлекло бы местные общественные силы к обслуживанию многообразных нужд переселенцев и рабочих во время их длинного пути в далёкую Сибирь.

#### В четвёртой Думе
В 1912 году был повторно избран членом IV Государственной Думы от Тобольской губернии. Также входил в Трудовую группу, где был председателем. Заседания группы проходили на его квартире. Руководил Сибирской парламентской группой. Входил в комиссии: бюджетную, библиотечную (а затем её секретарь), переселенческую, о путях сообщения, для выработки законопроекта о собраниях, о шлюзовании порожистой части реки Днепр, земельную, по исполнению государственной росписи доходов и расходов, распорядительную, по военным и морским делам. Отстаивал интересы крестьянства, выступал по вопросам развития Сибири. Поддерживал идею автономии Украины.
В январе 1913 года вошёл в думские комиссии — в переселенческую, о путях сообщения, в бюджетную. Сообщил, что 10 января при управлении по делам местного хозяйства, было назначено совещание по выработке вопросов о сибирском земстве для рассылки их местной администрации. 1 февраля в заседании Думы высказался против участия Думы в праздновании 300-летнего юбилея Царственного Дома Романовых и об отпуске на этот счёт 484999 рублей. За это был лишён слова. Во время доклада Дзюбинского по поводу этого торжества возник конфликт между членами трудовой группы депутатов. Выйдя на трибуну Дзюбинский начал оглашать умеренное заявление сторонников меньшинства трудовой группы, чем вызвал недовольство радикального Керенского и его единомышленников. Керенский заявил, что при таких условиях он слагает с себя звание товарища председателя трудовой группы, не желая нести ответственность за её деятельность. В начале марта заявил в Думе, что опыты насаждения частной земельной собственности в Сибири, уже сделанные, кончились неудачей, и сейчас ничего не выйдет, так как частное землевладение не может развиваться в Сибири за отсутствием свободных рабочих рук. В заседании 12 мая во время общих прений по бюджету высказал мнение, что нельзя было считать нормальной финансовую политику, когда третья часть бюджета получалась от акцизов, когда у местного населения отбирались его средства, когда значительная часть бюджета забронирована, существовали внебюджетные расходы и на трудовые нужды народа ассигновалось так мало сравнительно с ассигнованиями, соответствующими западно-европейских стран, последствием чего являлось падение нашего вывоза. Крупные суммы расходовались на землеустройство, но оно противоречило крестьянским интересам и велось с политической целью сохранения главенства дворянства. На народно образования также тратилось мало и прочее. Трудовая группа голосовала против этого бюджета. 1 июня в заседании Думы во время рассмотрения вопроса об избрании товарища председателя Думы, заявил, что фракция трудовиков не будет принимать участие в баллотировке записками. Родзянко выступил с критикой в отношении Дзюбинского, из-за того, что Дзюбинский в заседании Думы рассказал о неком манифесте или писании, которое было издано в Екатеринославской губернии на украинском или на украинофильском языке. 9 июня в заседании Думы высказался по смете канцелярии главноуправляющего землеустройством, что правительство преследуя в деле землеустройства исключительно политические цели, нисколько не считалось с интересами населения. В результате чего масса населения выбита из обычной колеи, бродило с места на место в поисках заработка. Толпы переселенцев искали земельные наделы в Сибири. Но всего печальнее, что лучшие рабочие силы уходили искать приложения своего труда за границу. Трудовики проголосовали против этой сметы. Биржевым комитетом Думы был избран в комиссию о новых железных дорогах для рассмотрения проектов Обско-Беломорской, Камско-Печорской, Котлас-Архангельской линий.
В 1914 году по вопросам войны в Думе занимал «защитную позицию». После начала войны российские промышленники обвили его в поддержке интересов германских винокуренных заводчиков в русской Государственной думе. Был исключён во 2 сессии на 15 заседаний.
В 1915 году выступая в Думе заявил, что пора прекратить тяжёлую борьбу с украинской народностью, пора и нашему правительству признать за живым украинским языком все права гражданства, отменить всякие стеснения для украинского устного и печатного слова.
В апреле 1916 года выступает с докладом в Думе о том, что вводить земское самоуправление необходимо не только в Тобольской и Томской губерниях, а во всей Сибири. В декабре выступил в Думе против распространения на Сибирь закона о ликвидации немецкого землевладения, доказывая, что в Сибири нет места землевладению, которое подходило бы под признаки, установленные правительством при ликвидации земель.

## Семья
Старший брат Климент родился в 1854 году в селе Сандраки. Занимался также революционной деятельностью. В 1886 году получил медицинское образование и стал врачом. Работал врачом в Подольской и Полтавской губерниях, а затем на Юго-Западной железной дороге. На 1924 год работал глазным врачом в Каменец-Подольском.
Был женат. Жена Ядвига Антоновна Дзюбинская. На 1925 год проживала в Москве по улице Генеральской 34.
В семье была одна дочь Евгения. Окончила Тюменскую женскую прогимназию. В 1901—1902 учебном году обучаясь в IV классе была удостоена награды I ступени. 30 мая 1917 года Евгения Владимировна, как представитель женской организации, была выбрана заместительницей в особое совещание для изготовления проекта положения о выборах в Учредительное Собрание. В 1918 году состояла сотрудником журнала «Вольная Сибирь» и писала свои публикации под псевдонимом «Евг. В.». На 1930 год была членом коллективной защиты проживала в Москве по адресу Коровий Брод 1, квартира 22, телефон 4-47-11. Вышла замуж за преподавателя Московского государственного университета Сергея Николаевича, который взял её фамилию.

## Публицистика
Сотрудничал со многими периодическими изданиями. Являлся автором ряда статей, посвящённых различным аспектам жизни России и Сибири, которые публиковались в газетах, журналах и периодических сборниках: «Голос народной правды» (Санкт-Петербург), «Сибирский листок» (Тобольск), «Омский вестник» (Омск), «Сибирские вопросы» (Санкт-Петербург), «Северные записки» (Санкт-Петербург), «Сибирская торговая газета» (Тюмень), «Юг Тобола» (Курган), «Голос Приуралья» (Челябинск), «Уральская жизнь» (Екатеринбург), «Сибирская жизни» (Томск), «Утро Сибири» (Томск), «Сибирская новь» (Томск→Ново-Николаевск), «Народная газета» (Курган→Омск) и других. Одним из часто используемых псевдонимов был «Д-ский».
Принимал участие в российских журналах и газетах издававшихся на русском языке в США (Нью-Йорк), Франции (Париж).
С января 1910 года участвует в составлении «Писем депутатов» в одном из столичных корреспондентских бюро. Эти циркулярные письма, освещавшие весь ход думских работ в их истинном виде, начали рассылаться всем клиентам корреспондентского бюро. По мнению бюро эти письма, проводя общие взгляды оппозиции в думскую деятельность, были чужды, однако, узкой партийности.
Некоторые из публикаций:
- Дзюбинский В. И. Из работ бюджетной комиссии // «Сибирская торговая газета» : газета. — Тюмень: Типография «Сибирской торговой газеты» (А. А. Крылова), 1909. — 14 октября (№ 218).
- Дзюбинский В. И. Письма депутатов // «Сибирский листок» : газета. — Тобольск, 1909. — № 132.
- Дзюбинский В. И. Письма депутатов // «Сибирская торговая газета» : газета. — Тюмень: Типография «Сибирской торговой газеты» (А. А. Крылова), 1909. — 13 ноября (№ 242).
- Дзюбинский В. И. Местный суд // «Сибирская торговая газета» : газета. — Тюмень: Типография «Сибирской торговой газеты» (А. А. Крылова), 1910. — 16 января (№ 12).
- Дзюбинский В. И. Итоги сессии // «Сибирская торговая газета» : газета. — Тюмень: Типография «Сибирской торговой газеты» (А. А. Крылова), 1910. — 22 января (№ 17).
- Дзюбинский В. И. Итоги сессии (окончание) // «Сибирская торговая газета» : газета. — Тюмень: Типография «Сибирской торговой газеты» (А. А. Крылова), 1910. — 27 января (№ 21).
- Дзюбинский В. И. Бюджет и Государственная дума // «Сибирская торговая газета» : газета. — Тюмень: Типография «Сибирской торговой газеты» (А. А. Крылова), 1910. — 29 января (№ 23).
- Дзюбинский В. И. Переселенческая смета на 1910 год // «Сибирская торговая газета» : газета. — Тюмень: Типография «Сибирской торговой газеты» (А. А. Крылова), 1910. — 12 февраля (№ 34).
- Дзюбинский В. И. Приказчичий вопрос в Государственной думе. (Статья члена Государственной думы В. Дзюбинского) // «Сибирская торговая газета» : газета. — Тюмень: Типография «Сибирской торговой газеты» (А. А. Крылова), 1910. — 27 мая (№ 113).
- Дзюбинский В. И. Шлюзование рек Туры и Тобола и Тобольская железная дорога // «Сибирская торговая газета» : газета. — Тюмень: Типография «Сибирской торговой газеты» (А. А. Крылова), 1910. — 9 июня (№ 122).
- Дзюбинский В. И. Итоги третьей сессии Государственной думы // «Сибирская торговая газета» : газета. — Тюмень: Типография «Сибирской торговой газеты» (А. А. Крылова), 1910. — 27 июня (№ 138).
- Дзюбинский В. И. Из сметы Министерства народного просвещения на 1911 год // «Сибирские вопросы» : периодический сборник. — Санкт-Петербург: Типография Ф. Н. Альтшулера, 1910. — Вып. № 36. 30 сентября. — С. 14—18.
- Дзюбинский В. И. Сибирское земство по работам думской подкомиссии // «Сибирские вопросы» : периодический сборник. — Санкт-Петербург: Типография Альтшулера, 1910. — Вып. № 1. 8 января. — С. 13—17.
- Дзюбинский В. И. Письмо члена Государственной думы Дзюбинского в редакцию «Омского вестника» // «Сибирская торговая газета» : газета. — Тюмень: Типография «Сибирской торговой газеты» (А. А. Крылова), 1911. — 22 июля (№ 156).
- Дзюбинский В. И. Письма депутатов. Где быть управлению железной дороги, при расчленении Сибирской железной дороги // «Сибирская торговая газета» : газета. — Тюмень: Типография «Сибирской торговой газеты» (А. А. Крылова), 1911. — 10 ноября (№ 239).
- Дзюбинский В. И. Смета Переселенческого управления на 1912 год // «Сибирские вопросы» : периодический сборник. — Санкт-Петербург: Типография Альтшулера, 1911. — Вып. № 37-38-39. 8 октября. — С. 72—76.
- Дзюбинский В. И. Письма депутатов. Письмо первое // «Сибирская торговая газета» : газета. — Тюмень: Электротипография «Сибирской торговой газеты» (А. А. Крылова), 1912. — 29 ноября (№ 260).
- Дзюбинский В. И. За надёжной стеной // «Уральская жизнь» : газета. — Екатеринбург, 1913. — 18 апреля (№ 85).

## Память
В его честь был назван переселенческий посёлок «Дзюбинский» в Акмолинской области.

## Галерея
- Дзюбинский после ареста. 1883
- В. И. Дзюбинский. 1910
- Дзюбинский в IV Думе. 1912

- Дзюбинский и Сибирская парламентская группа
 III Дума
- Дзюбинский и Сибирская парламентская группа
 IV Дума

### Книги
На русском языке
- Зиновьев Г. В. И. Дзюбинский // Сочинения. — Ленинград: Государственное издательство, 1926. — Т. IV. Борьба за большевизм из эпохи «Звезды» и «Правды» (1913-1914 годы). — 622 с.
- Меницкий И. В. Дзюбинский // Революционное движение военных годов. — Москва: Издательство коммунистической академии, 1924. — Т. 2. Конец 1915 года (Москва).
- Ольшанский Н. Дзюбинский В. И. // 3-й созыв Государственной Думы: портреты, биографии, автографы. — Санкт-Петербург, 1910.
- Попов И. Владимир Иванович Дзюбинский // Каторга и ссылка. Историко-революционный вестник / Под общей редакцией Ф. Я. Кона. — Выпуск № 7. Книга сорок четвёртая. — Москва: «Всесоюзное общество политических каторжан и ссыльно-поселенцев», 1928.
- Сидоров А. Л. Дзюбинский // Финансовое положение России в годы Первой мировой войны. — Москва: Издательство Академии наук СССР, 1960.
- Солженицын А. И. Дзюбинский // Красное колесо. — Москва, 1993. — Т. 11, 14, 16.
- Тютюкин С. В. В. И. Дзюбинский // Александр Керенский. Страницы политической биографии (1905-1917 годы) / Институт российской истории РАН. — Москва: РОССПЭН, 2012. — 309 с. — (Люди России). — ISBN 978-5-8243-1688-9.
- Шиловский М. В. Дзюбинский // Первая мировая война 1914-1918 годов и Сибирь / В. П. Зиновьев, Российская академия наук Сибирское отделение Институт истории СО РАН. — Новосибирск, 2015. — 329 с. — 300 экз. — ISBN 978-5-9906983-3-8.
- Дзюбинский // Государственный архив Российской федерации. Путеводитель / С. В. Мироненко, Г. Л. Фриз, Федеральная архивная служба Российской Федерации, Государственный архив Российской Федерации. — Москва: Благовест, 2001. — Т. 5. Личные фонды Государственного архива Российской Федерации (1917-2000 гг.). — 651 с. — ISBN 5-8243-0276-6.
- Дзюбинский // Национальный вопрос в Государственных думах России / В. Ю. Зорин, Д. А. Аманжолова, С. В. Кулешов. — Москва: Русский мир, 1999. — 501 с. — ISBN 5-85810-048-1.
- Дзюбинский В. И. // Деятели революционного движения в России. Биобиблиографический словарь: От предшественников декабристов до падения царизма / Под редакцией В. Виленского-Сибирякова, Ф. Кона, А. А. Шилова. — Москва: «Всесоюзное общество политических каторжан и ссыльно-поселенцев», 1934. — Т. 3. Восьмидесятые годы. Выпуск 2. Г-З.
- Дзюбинский В. И. // Промышленность и торговля в законодательных учреждениях. — Санкт-Петербург: Типография товарищества «Электротипография Н. Я. Стойковой», 1912. — Т. 4. 1907-1912 годы: доклад Совета съездов представителей промышленности и торговли VI очередному съезду. — 529 с.
- Дзюбинский В. И. // Государственная Дума III созыв — 4-я сессия. Справочник 1911 год. (дополнение к «Справочнику» 1910 года) / Составлен Приставской частью Государственной Думы. — Выпуск третий. — Санкт-Петербург: Государственная типография, 1911.
- Дзюбинский В. И. // Члены Государственной думы: портреты и биографии. Четвёртый созыв, 1912—1917 годы / Составил М. М. Боиович. — Москва: Типография товарищества И. Д. Сытина, 1913.
- Дзюбинский В. И. // Региональный парламент: становление и развитие представительной власти Тюменской области / С. В. Кондратьев и др., Тюменская областная дума, Тюменское отделение Российского исторического общества. — Тюмень: Издательство Тюменского государственного университета, 2016. — 471 с. — 500 экз. — ISBN 978-5-400-01158-0.
- Дзюбинский В. И. // Сводный каталог русской нелегальной и запрещённой печати XX века / С. С. Левина, Д. А. Барабтарло, Л. Н. Петрова, М. Д. Дворкина. — Часть 3. Приложения. Вспомогательные указатели. Список источников. — Москва: Государственная библиотека СССР имени В. И. Ленина, 1982. — 244 с.
- Дзюбинский Владимир Иванович // Энциклопедия города Омска / А. П. Михеев, Ю. П. Родионов. — Омск: Издатель-полиграфист «Лео», 2011. — Т. 3. Омск в лицах. — С. 343—344.
- Дзюбинский Владимир Иванович // Омский историко-краеведческий словарь / П. П. Вибе, А. П. Михеев, Н. М. Пугачёва. — Москва, 1994.
- Дзюбинский Владимир Иванович (18.09.1860-30.06.1927) // Государственная Дума России, 1906—2006: энциклопедия / А. Б. Николаев. — Москва: РОСПЭП, 2006. — Т. 1. Государственная Дума Российской империи: 1906—1917. — С. 163—164. — ISBN 978-5-8243-1031-3.
- Отдел II. Деятели Сибири. Галерея деятелей Сибири (биографии и портреты): В. И. Дзюбинский // Сибирский торгово-промышленный календарь на 1911 год. С приложением портретов: Его Императорского Величества и Государя Императора Николая Александровича и в Бозе почивающего Императора Александра II, массой рисунков и портретов, четырьмя планами городов и двумя географическими картами. — Санкт-Петербург: Типография Э. Ф. Мекс, 1911. — С. 34.

На других языках
Енциклопедія українознавства (укр.) / В. Кубійович. — Париж; Нью-Йорк: Молоде Життя, 1954—1989.. Словникова частина. — Перевидання в Україні. — Т. 2.— Львів, 1993. — С. 509.
- Fisher H. H. Out of my past. The memoris of count Kokovtsov. Russia minister of finans, 1904-1914. Chairman of the Council of ministers, 1911-1914 / Translated by Laura Matveev. — California: Stanford university press, 1935. — (Hoover war library publications - №. 6).
- Richard Abraham. Alexander Kerensky: The First Love of the Revolution. — Columbia: Columbia university press, 1990. — ISBN 9780231061094.

### Публикации
На русском языке
- Николаев А. Б. Комиссары Временного комитета Государственной думы (февраль — март 1917 года): персональный состав // «Из глубины времён» : альманах. — Санкт-Петербург, 1995. — № 5. — С. 46—74.
- Николаев А. Б. Комиссары Временного комитета Государственной думы в апреле 1917 года: персональный состав // «Из глубины времён» : альманах. — Санкт-Петербург, 1997. — № 8. — С. 26—46.
- Родионов И. Сибирские депутаты III Государственной Думы: В. И. Дзюбинский // «Сибирские вопросы» : периодический сборник. — Санкт-Петербург, 1908. — Вып. № 5. 7 февраля. — С. 24—25.
- Члены третьей Государственной думы (Дзюбинский В. И. Тобольская губерния) // «Нива» : журнал. — СПб.: Типография и литография А. Траншеля, 1908. — № 22.
- Беседа с депутатом Государственной думы Дзюбинским // «Сибирская торговая газета». — Тюмень, 1909. — 4 августа (№ 165).
- Беседа с депутатом Государственной думы Дзюбинским // «Сибирская торговая газета». — Тюмень, 1909. — 19 августа (№ 176).
- Вести о новом губернаторе (письмо Дзюбинского о губернаторе) // «Сибирская торговая газета». — Тюмень, 1912. — 3 марта (№ 51).
- Вопросы о всеобщем обучении в освещении сибирских депутатов: В. И. Дзюбинский // «Сибирские вопросы» : периодический сборник. — Санкт-Петербург: Типография Ф. Н. Альтшулера, 1911. — Вып. № 12. 30 марта. — С. 43—50.
- Выборы в городе Тобольске // «Сибирская торговая газета». — Тюмень, 1912. — 26 октября (№ 233).
- Выборы членов Государственной думы. Возвращение выборщиков // «Сибирская торговая газета». — Тюмень, 1912. — 28 октября (№ 235).
- Государственная дума (мнение Дзюбинского) // «Сибирская торговая газета». — Тюмень, 1908. — 21 февраля (№ 43).
- Доклад В. И. Дзюбинского // «Сибирская торговая газета». — Тюмень, 1913. — 1 августа (№ 163).
- Доклад В. И. Дзюбинского (окончание) // «Сибирская торговая газета». — Тюмень, 1913. — 4 августа (№ 166).
- Доклад депутата В. И. Дзюбинского в губернском музее о законопроекте введения земства в Сибири // «Сибирская торговая газета». — Тюмень, 1908. — 7 сентября (№ 197).
- Доклад члена Государственной думы В. И. Дзюбинского в Омске // «Сибирская торговая газета». — Тюмень, 1911. — 4 августа (№ 165).
- Законопроект о волостном управлении (Выписка из стенограммы из речи члена Государственной думы В. И. Дзюбинского) // «Сибирская торговая газета». — Тюмень, 1911. — 28 апреля (№ 91).
- Законопроекты сибирской группы (беседа В. И. Дзюбинского о работе сибирской группы) // «Сибирская торговая газета». — Тюмень, 1908. — 26 января (№ 22).
- Из портфеля депутата (жалоба Дзюбинскому от киргиз Кулуджунской волости Усть-Каменогорского уезда Семипалатинской области) // «Сибирские вопросы» : периодический сборник. — Санкт-Петербург: Типография Альтшулера, 1909. — Вып. № 3. 23 января. — С. 37—39.
- Ишим. Начались каникулы в Государственной думе и депутаты поехали по местам // «Сибирская торговая газета». — Тюмень, 1909. — 26 июля (№ 159).
- Крестьянская жалоба (письмо Дзюбинскому) // «Сибирская торговая газета» : газета. — Тюмень, 1912. — 11 марта (№ 58).
- Неверные слухи // «Сибирская торговая газета». — Тюмень, 1912. — 20 октября (№ 229).
- Нормальный отдых приказчиков. (Речь депутата В. И. Дзюбинского в Государственной думе 28 апреля) // «Сибирская торговая газета». — Тюмень, 1910. — 22 мая (№ 110).
- Оброчная подать по Тобольской губернии. (Из думского заседания) // «Сибирская торговая газета». — Тюмень, 1910. — 16 июня (№ 128).
- Приезд В. И. Дзюбинского // «Сибирская торговая газета». — Тюмень, 1912. — 5 июля (№ 147).
- Прибытие В. И. Дзюбинского // «Сибирская торговая газета». — Тюмень, 1912. — 12 октября (№ 226).
- Просьба гражданина Дзюбинского // «Сибирская торговая газета». — Тюмень, 1912. — 31 октября (№ 237).
- Протест украинцев // «Сибирская торговая газета». — Тюмень, 1913. — 29 июня (№ 139).
- Речи В. И. Дзюбинского, В. А. Караулова и Т. О. Белоусова в Государственной думе // «Сибирские вопросы» : периодический сборник. — Санкт-Петербург: Типография Ф. Н. Альтшулера, 1909. — Вып. № 9. 7 марта. — С. 43—46.
- Речи В. И. Дзюбинского и Т. О. Белоусова в Государственной думе // «Сибирские вопросы» : периодический сборник. — Санкт-Петербург: Типография Ф. Н. Альтшулера, 1909. — Вып. № 4. 31 января. — С. 40—42.
- Речи В. И. Дзюбинского, Т. О. Белоусова и В. А. Караулова в Государственной думе // «Сибирские вопросы» : периодический сборник. — Санкт-Петербург: Типография Ф. Н. Альтшулера, 1909. — Вып. № 12. 29 марта. — С. 29—34.
- Речи Н. В. Некрасова и В. И. Дзюбинского в Государственной думе // «Сибирские вопросы» : периодический сборник. — Санкт-Петербург: Типография Ф. Н. Альтшулера, 1909. — Вып. № 10. 15 марта. — С. 32—35.
- Речи сибирских депутатов в Государственной думе: В. И. Дзюбинский // «Сибирские вопросы» : периодический сборник. — Санкт-Петербург: Типография Ф. Н. Альтшулера, 1909. — Вып. № 22. 16 июня. — С. 37—39.
- Речи сибирских депутатов в Государственной думе: В. И. Дзюбинский // «Сибирские вопросы» : периодический сборник. — Санкт-Петербург: Типография Ф. Н. Альтшулера, 1909. — Вып. № 29. 7 августа. — С. 41—42.
- Речи сибирских депутатов в Государственной думе: В. И. Дзюбинский // «Сибирские вопросы» : периодический сборник. — Санкт-Петербург: Типография Ф. Н. Альтшулера, 1910. — Вып. № 8-9. 12 марта. — С. 91—94.
- Речи сибирских депутатов в Государственной думе: В. И. Дзюбинский // «Сибирские вопросы» : периодический сборник. — Санкт-Петербург: Типография Ф. Н. Альтшулера, 1910. — Вып. № 12. 6 апреля. — С. 45—48.
- Речи сибирских депутатов в Государственной думе: В. И. Дзюбинский // «Сибирские вопросы» : периодический сборник. — Санкт-Петербург: Типография Ф. Н. Альтшулера, 1910. — Вып. № 16. 6 мая. — С. 37—46.
- Речи сибирских депутатов в Государственной думе: В. И. Дзюбинский // «Сибирские вопросы» : периодический сборник. — Санкт-Петербург: Типография Ф. Н. Альтшулера, 1910. — Вып. № 17. 14 мая. — С. 40—50.
- Речи сибирских депутатов в Государственной думе: В. И. Дзюбинский // «Сибирские вопросы» : периодический сборник. — Санкт-Петербург: Типография Ф. Н. Альтшулера, 1910. — Вып. № 28-29. 8 августа. — С. 72—77.
- Речи сибирских депутатов в Государственной думе: В. И. Дзюбинский // «Сибирские вопросы» : периодический сборник. — Санкт-Петербург: Типография Ф. Н. Альтшулера, 1910. — Вып. № 30. 16 августа. — С. 54—56.
- Речи сибирских депутатов в Государственной думе: В. И. Дзюбинский // «Сибирские вопросы» : периодический сборник. — Санкт-Петербург: Типография Ф. Н. Альтшулера, 1910. — Вып. № 31-32. 1 сентября. — С. 81.
- Речи сибирских депутатов в Государственной думе: В. И. Дзюбинский // «Сибирские вопросы» : периодический сборник. — Санкт-Петербург: Типография Ф. Н. Альтшулера, 1910. — Вып. № 34-35. 24 сентября. — С. 89—97.
- Речи сибирских депутатов в Государственной думе: В. И. Дзюбинский // «Сибирские вопросы» : периодический сборник. — Санкт-Петербург: Типография Ф. Н. Альтшулера, 1910. — Вып. № 37-38. 16 октября. — С. 85—89.
- Речи сибирских депутатов в Государственной думе: В. И. Дзюбинский // «Сибирские вопросы» : периодический сборник. — Санкт-Петербург: Типография Ф. Н. Альтшулера, 1910. — Вып. № 45-46. 14 декабря. — С. 88—96.
- Речи сибирских депутатов в Государственной думе: В. И. Дзюбинский // «Сибирские вопросы» : периодический сборник. — Санкт-Петербург: Типография Ф. Н. Альтшулера, 1910. — Вып. № 48-49. 26 декабря. — С. 84—85.
- Речи сибирских депутатов в Государственной думе: В. И. Дзюбинский // «Сибирские вопросы» : периодический сборник. — Санкт-Петербург: Типография Ф. Н. Альтшулера, 1911. — Вып. № 9-10. 14 марта. — С. 62.
- Речь В. И. Дзюбинского в Государственной думе // «Сибирские вопросы» : периодический сборник. — Санкт-Петербург: Типография Ф. Н. Альтшулера, 1909. — Вып. № 6. 16 февраля. — С. 37—45.
- Речь В. И. Дзюбинского в Государственной думе // «Сибирские вопросы» : периодический сборник. — Санкт-Петербург: Типография Ф. Н. Альтшулера, 1909. — Вып. № 15. 24 апреля. — С. 51—63.
- Сибирские депутаты (немного статистики): Дзюбинский В. И. // «Сибирские вопросы» : периодический сборник. — Санкт-Петербург: Типография Альтшулера, 1911. — Вып. № 40-41. 22 октября. — С. 49.
- Сибирские депутаты (немного статистики): Дзюбинский В. И. // «Сибирские вопросы» : периодический сборник. — Санкт-Петербург: Типография Альтшулера, 1911. — Вып. № 42-43-44. 10 ноября. — С. 97, 99-102, 104-105.
- Сибирские депутаты в Государственной думе (речь В. И. Дзюбинского в Думе о церковно-приходских школах) // «Сибирские вопросы» : периодический сборник. — Санкт-Петербург: Типография Альтшулера, 1908. — Вып. № 39-40. 16 ноября. — С. 70—72.
- Сибирские депутаты в Государственной думе (речь В. И. Дзюбинского в Думе по поводу закона от 9 ноября) // «Сибирские вопросы» : периодический сборник. — Санкт-Петербург: Типография Альтшулера, 1908. — Вып. № 43-44. 30 ноября. — С. 54—57.
- Список выборщиков Тобольского губернского избирательного собрания... // «Сибирская торговая газета». — Тюмень, 1912. — 25 октября (№ 232).
- Список № 1. В. И. Дзюбинский (биография) // Трудовая народно-социалистическая партия : Листок. — Петроград, 1917.
- II. Типичная волокита (обращение к В. И. Дзюбинскому ходока села Лисье Кривинской волости Курганского уезда Тобольской губернии) // «Сибирские вопросы» : периодический сборник. — Санкт-Петербург: Типография И. Флейтмана, 1908. — Вып. № 35-36. 31 октября. — С. 56—57.
- У члена Государственной думы В. И. Дзюбинского // «Сибирская торговая газета». — Тюмень, 1911. — 17 августа (№ 174).
- Хроника. В. И. Дзюбинский (биография) // «Сибирская торговая газета». — Тюмень, 1907. — 2 ноября (№ 237).
- Хроника. Доклад депутата Государственной думы В. И. Дзюбинского в приказчичьем клубе 12 сентября… // «Сибирская торговая газета». — Тюмень, 1910. — 14 сентября (№ 199).
- Хроника. У В. И. Дзюбинского // «Сибирская торговая газета». — Тюмень, 1911. — 13 августа (№ 172).
- Хроника. Член Государственной думы в Тюмени // «Сибирская торговая газета». — Тюмень, 1910. — 16 сентября (№ 200).
- Член Государственной думы В. И. Дзюбинский пробыл в Тюмени несколько дней… // «Сибирская торговая газета». — Тюмень, 1909. — 1 сентября (№ 186).
- 5 июля в Курган прибыл член Государственной думы от Тобольской губернии В. И. Дзюбинский // «Сибирская торговая газета». — Тюмень, 1911. — 20 июля (№ 155).

На других языках
- Паравійчук А. Г. Кам’янець-Подільський у минулому і сучасному (укр.) // «Інформаційний вісник». — Кам’янець-Подільський: Подільське братство, 1995. — № 4. — С. 25.

### Архивы
- ГА в городе Тобольске. Ф. и463. Оп. 1. Д. 16.
- ГИАОО. Ф. 2200. Оп. 1. Д. 572.
- РГИА. Ф. 560. Оп. 20. Д. 251.
- РГИА. Ф. 560. Оп. 20. Д. 433.
- РГИА. Ф. 1278. Оп. 9. Д. 232.
- РГИА. Ф. 1278. Оп. 9. Д. 233.
- РГИА. Ф. 1278. Оп. 9. Д. 1348. Л. 9.
- ЦХАФ Алтайского края. Ф. 219. Оп. 1. Д. 60. Л. 195-196.
- ЦГАОР. Ф. 122. Оп. 1. Д. 795. Л. 18.

### Специальная литература
- Государственная дума. Четвёртый созыв. Стенографические отчёты 1912-1913 годы. Сессия первая. — Часть I. Заседания 1-30 (с 15 ноября 1912 года по 20 марта 1913 года). — Санкт-Петербург: Государственная типография, 1913.
- Государственная дума. Четвёртый созыв. Стенографические отчёты 1913 год. Сессия первая. — Часть III. Заседания 55-81 (с 27 мая по 25 июня 1913 года). — Санкт-Петербург: Государственная типография, 1913.